# Kalawit
Kalawit è una municipalità di quarta classe delle Filippine, situata nella Provincia di Zamboanga del Norte, nella regione della Penisola di Zamboanga.
La municipalità è stata creata nel 1990 con parte del territorio della municipalità di Labason.
Kalawit è formata da 14 baranggay:
- Batayan
- Botong
- Concepcion
- Daniel Maing (Dominolog)
- Fatima (Lacsutan)
- Gatas
- Kalawit (Pob.)
- Marcelo
- New Calamba
- Palalian
- Paraiso
- Pianon
- San Jose
- Tugop